# Fanfan la Tulipe (cançó)
Fanfan la Tulipe és una cançó escrita pel cançonetista francès Paul Émile Debraux el 1819 a partir d'una tonada popular anònima del segle xviii.
Existeixen enregistraments de la cançó a càrrec de Fortin, Charlotte Grenat, Les P'Tits Lutins…
Aquesta cançó ha estat l'origen del personatge de Fanfan la Tulipe, qui ha esdevingut un heroi d'obres de teatre, d'operetes i de films. Va inspirar una obra de teatre a Paul Meurice (en col·laboració de George Sand) el 1859 i a Edmond Lepelletier de Bouhélier el 1897-1898, una opereta a Louis Varney el 1882, una novel·la a Pierre-Gilles Veber, apareguda el 1950, un film de Christian-Jaque, Fanfan la Tulipe, aparegut el 1952. Una revisió del mateix ha estat realitzat per Gérard Krawczyk el 2003.